# Elecciones estatales de Campeche de 2003
Las elecciones estatales de Campeche de 2003 se llevó a cabo el domingo 6 de julio de 2003, simultáneamente con las elecciones federales, y en ellas se renovaron los siguientes cargos de elección popular del estado mexicano de Campeche:
- Gobernador de Campeche. Titular del Poder Ejecutivo del estado, electo para un periodo de seis años no reelegibles en ningún caso, el candidato electo fue Jorge Carlos Hurtado Valdez.
- 35 diputados del Congreso del Estado. De los cuales 21 fueron electos por mayoría relativa y 14 fueron designados mediante representación proporcional para integrar la LVIII Legislatura del Congreso del Estado de Campeche.
- 11 ayuntamientos. Compuestos por un presidente municipal y sus regidores, electos para un periodo de tres años.

## Resultados

### Congreso del Estado de Campeche
|  | 40.66 % |

|  | 35.80 % |

|  | 12.02 % |

|  | 3.38 % |

|  | 2.12 % |

|  | 0.92 % |

|  | 0.80 % |

|  | 0.22 % |

|  | 0.21 % |

|  | 0.19 % |

|  | 0.02 % |

|  | 3.61 % |

|  | 100 % |

### Ayuntamientos
|  | 42.96 % |

|  | 38.55 % |

|  | 10.37 % |

|  | 1.93 % |

|  | 1.70 % |

|  | 0.60 % |

|  | 0.53 % |

|  | 0.08 % |

|  | 0.04 % |

|  | 0.03 % |

|  | 0.02 % |

|  | 96.80 % |

|  | 3.20 % |